# 汧阳郡
汧阳郡，中国南北朝、唐朝时设置的郡。
- 北魏正光三年（522年）设置汧阳郡，领汧阳一县，故址在今千阳县西27.5公里草壁乡境内，属陇州。治所在汧阳县（今陕西千阳县西北四十里）。辖境相当今陕西千阳县地。北周天和五年（570年）重置，北周大象二年（580年）撤销。
- 唐玄宗天宝元年（742年），改陇州置汧阳郡。治所在汧源县（今陕西省陇县）。下辖汧源县、汧阳县、吴山县（今陕西省宝鸡市陈仓区上王乡凉水泉）、南由县（今陕西省宝鸡市西北）、华亭县（今甘肃省华亭市）。辖境相当今陕西千水流域及甘肃华亭县地，包括今陇县、千阳二县及宝鸡市西部。唐肃宗乾元元年（758年）复改为陇州。